# Nottingham John Player 1974
Il Nottingham John Player 1974 è stato un torneo di tennis giocato sull'erba. È stata la 7ª edizione del Nottingham John Player che fa parte del Commercial Union Assurance Grand Prix 1974 e del Women's International Grand Prix 1974. Si è giocato a Nottingham in Gran Bretagna dal 17 giugno al 23 giugno 1974.

## Campioni

### Singolare maschile
Stan Smith ha battuto in finale  Aleksandre Met'reveli con il punteggio di 6–3 1–6 6–3

### Doppio maschile
Charlie Pasarell /  Erik Van Dillen hanno battuto in finale  Robert Lutz /  Stan Smith 9–7, 6–3

### Singolare femminile
Billie Jean King ha battuto in finale  Virginia Wade 8–6 6–4

### Doppio femminile
Rosie Casals /  Billie Jean King hanno battuto in finale  Chris Evert /  Betty Stöve con il punteggio di 6–2 9–7